# Sonnenblumen (Nolde)

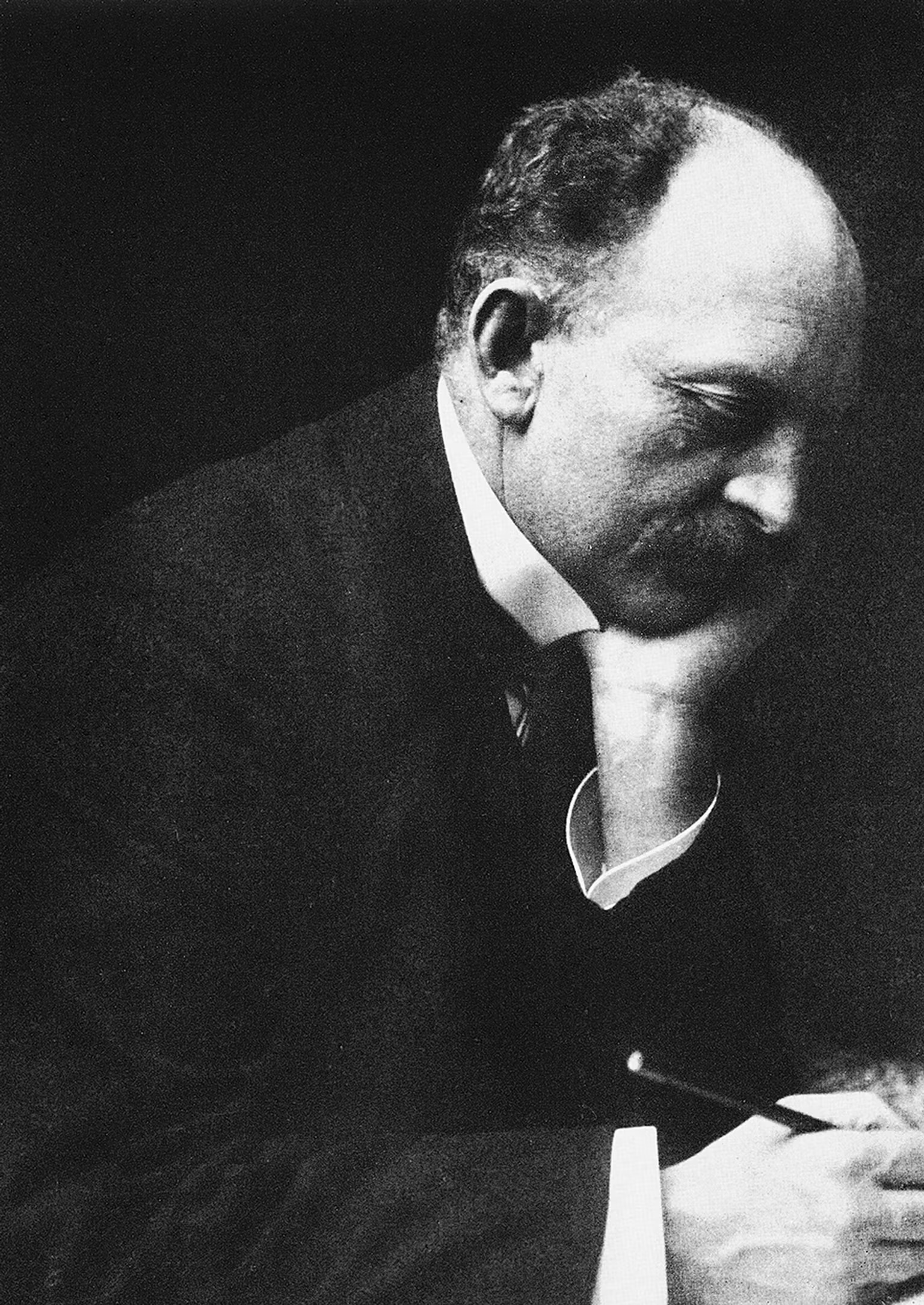
Emil Nolde, vor 1929

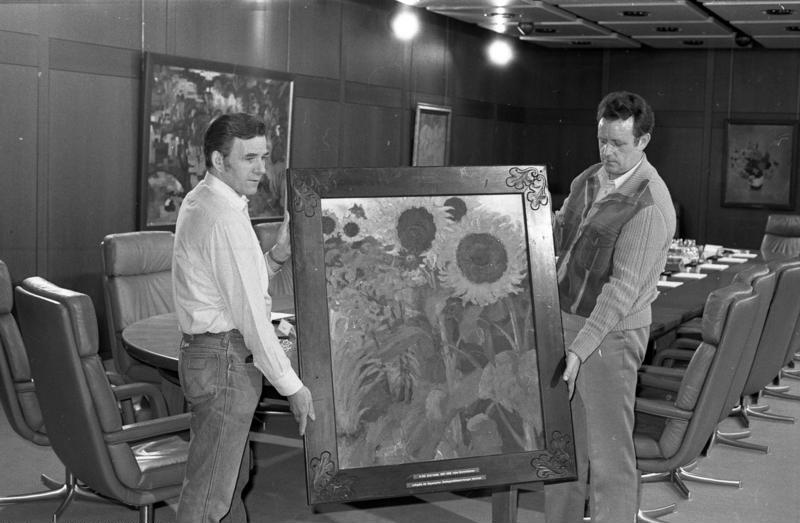
Ein weiteres Sonnenblumen-Gemälde, Noldes Hohe Sonnenblumen, hing als Leihgabe im Bundeskanzleramt

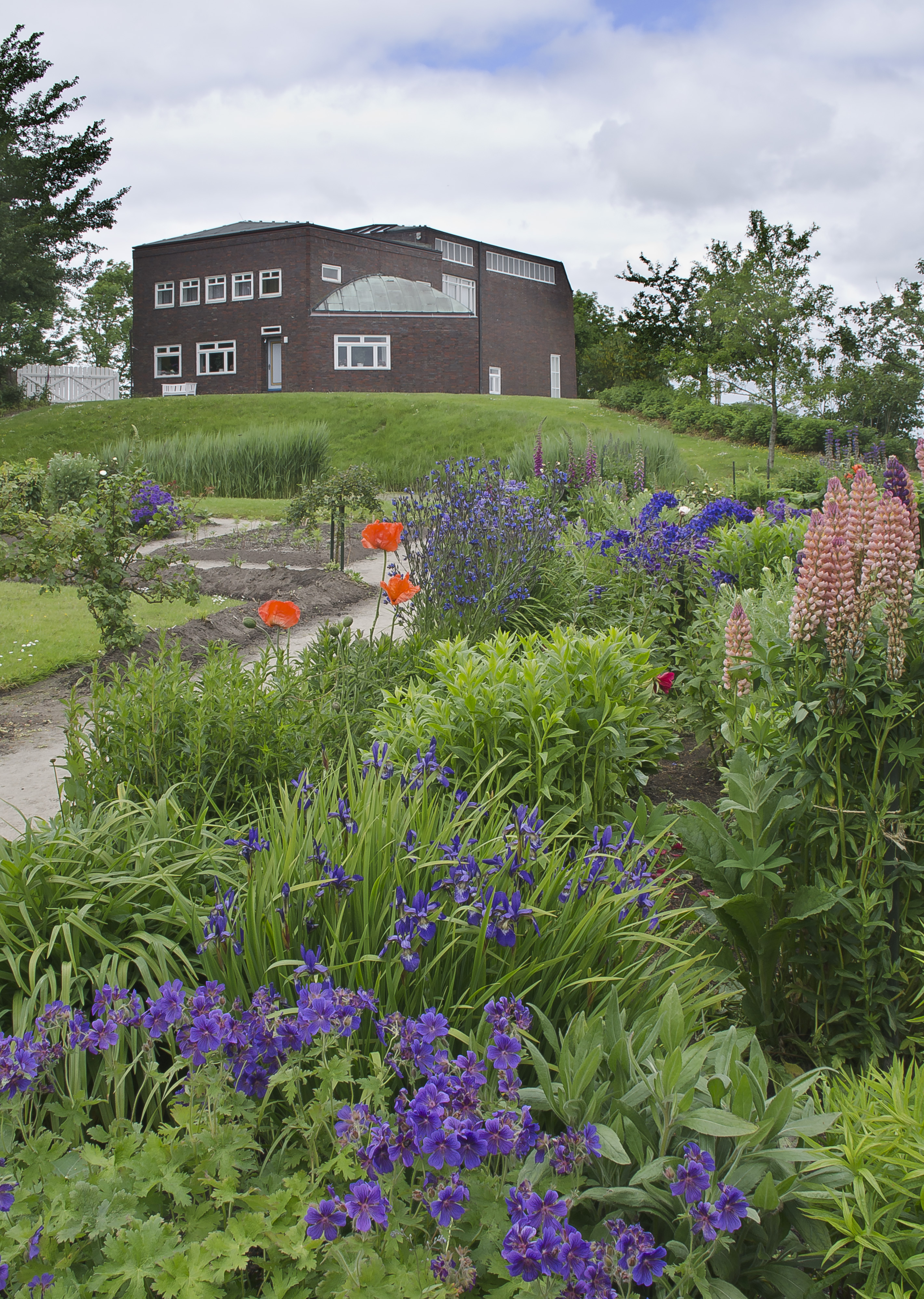
Emil Noldes Garten in Seebüll, der Motive für zahlreiche Blumengemälde lieferte

Das Gemälde Sonnenblumen wurde im Jahr 1926 von Emil Nolde gemalt. Es ist das erste einer Werkserie verschiedener Sonnenblumenbilder und zugleich das erste von über 50 Sonnenblumen-Ölgemälden im Werk Noldes. Die Sonnenblumen nehmen als Motiv unter Noldes Blumenbildern eine hervorgehobene Stellung ein.

## Beschreibung
Das Ölgemälde im Querformat (72 × 90 cm) zeigt in frontaler Ansicht drei Sonnenblumenblüten in kräftigen Gelbtönen mit Blättern und Stängeln, wobei der Bildausschnitt nur die obere Hälfte der Pflanzen zeigt. Im linken Drittel des Bildes sind Blütendolden und Blätter von Phlox in Gelb- und Rottönen zu sehen. Unterhalb der hohen Horizontlinie bildet ein nicht ausdifferenzierter dunkelbrauner Erdfarbton den Hintergrund, oberhalb des Horizontes sind Wolken und etwas Himmelsblau erkennbar. Es ist in matter Malweise ausgeführt und am unteren rechten Bildrand signiert. Auffällig sind die vergleichsweise düsteren Farben, die einen großen Teil der Bildfläche bestimmen.

## Einordnung in das Werk Noldes
Nolde malte insgesamt über 50 Ölbilder, die Sonnenblumen einen prominenten Platz im Bildaufbau einräumen und schuf auch eine Werkserie, in der er sich mit Sonnenblumen intensiv befasste. Als erstes derartiges Gemälde betitelte Nolde das Gemälde schlicht als Sonnenblumen. Weitere Sonnenblumengemälde erhielten differenziertere Titel wie Hohe Sonnenblumen, Sonnenblumen im Abendlicht oder Dahlien und Sonnenblumen.
Für Nolde waren Tiere, Pflanzen und andere Naturerscheinungen beseelt und nahmen geradezu personenhafte Züge an. Dies galt besonders für die Blumen, die ihm als Lebewesen mit Empfindungen und Stimmungen erschienen, die seine eigenen Gefühle widerspiegelten. Die Sonnenblumen sind wie Halbfiguren dargestellt, die dem Betrachter ihre Gesichter zuwenden. Anders als beispielsweise in dem Gemälde Reife Sonnenblumen, wo die Blumen sich nach unten neigen, scheinen die Sonnenblumen den Betrachter hier direkt anzublicken.

## Geschichte des Gemäldes
Die 1926 entstandenen Sonnenblumen wurden 1930 in der deutschen Sektion einer Ausstellung internationaler Kunst in Pittsburgh gezeigt, sorgten dort allerdings ebenso wenig für Aufsehen wie die weiteren ausgestellten Werke von Oskar Kokoschka, Max Kaus oder Willy Jaeckel. 1950 kaufte der damalige Generaldirektor des Nordwestdeutschen Rundfunks (NWDR), Adolf Grimme, das Gemälde für 10.000 DM von Emil Nolde, den er aus der Vorkriegszeit kannte, für sein Arbeitszimmer.  1955/56 gingen aus dem NWDR die noch heute bestehenden Rundfunkanstalten NDR und WDR hervor. Das Gemälde blieb im Eigentum des NDR und hing dort in einem Büro im Hamburger Landesfunkhaus des NDR an der Rothenbaumchaussee, bis es an Pfingsten 1979, zusammen mit dem Nolde-Aquarell Landschaft mit Bauernhaus, von dort gestohlen wurde.
Der Diebstahl konnte nicht aufgeklärt werden. Die Räume waren über das Wochenende verschlossen gewesen, Einbruchspuren fanden sich nicht. Im Jahr 2017 wandte sich eine Berliner Witwe an den Justitiar des NDR und gab an, im Besitz des Bildes zu sein. Ihr verstorbener Ehemann habe es von einem Freund, der Produktionsmitarbeiter des NDR war, geschenkt bekommen. Dieser habe das Bild für „kleines Geld“ aus dem Requisitenfundus des NDR erworben. Auch dieser NDR-Mitarbeiter ist mittlerweile verstorben, sodass der Wahrheitsgehalt der Angaben nicht ohne Weiteres überprüft werden kann. Die Besitzerin des Bildes gibt an, sie habe das Bild für eine Reproduktion gehalten und sei auf der Suche nach dem Standort des Originals darauf aufmerksam geworden, dass es als gestohlen verzeichnet war. Daraufhin nahm sie über eine Anwältin Kontakt mit dem NDR auf. Aufgrund der rechtlich komplexen Situation (möglich erschien eine Ersitzung des Gemäldes durch die Berliner Witwe) zahlte der NDR der Besitzerin, die nichts von dem Diebstahl gewusst hatte, 20.000 EUR für die Herausgabe des Gemäldes.
Der NDR ließ die Echtheit des Gemäldes durch das Berliner Rathgen-Institut untersuchen, das zu dem Ergebnis kam, dass das Gemälde tatsächlich 1926 entstanden sein dürfte. Der langjährige Direktor der Nolde-Stiftung Seebüll, Manfred Reuther, begutachtete das Bild aus kunsthistorischer Sicht. Signatur, Pinselführung, Farben, Technik, Leinwand und Motive, aber auch der Zustand des Gemäldes deuten insgesamt auf eine Entstehung im fraglichen Zeitraum und auf Emil Nolde als Künstler hin.
Obwohl sich das Gemälde in einem schlechten Zustand befindet, schätzt Sotheby’s den Wert der Sonnenblumen auf 900.000 bis 1,2 Millionen Euro. Der frühere Direktor des Sprengel-Museums in Hannover, Ulrich Krempel, der die Rückgabe als Sachverständiger begleitete, schätzt, dass bei einer Auktion auch das Doppelte, d. h. bis zu 2,4 Millionen Euro zu erzielen seien. Ein anderes Sonnenblumengemälde Noldes, das Ölbild Sonnenblumen im Abendlicht, versteigerte das Berliner Auktionshaus Villa Grisebach im Jahr 2011 für 1,46 Millionen Euro. Der NDR möchte das Bild jedoch behalten und den Menschen in seinem Sendegebiet zugänglich machen. Es wurde daher in den Jahren 2018 bis 2022 in Kunstmuseen aller vier Länder gezeigt, in denen der NDR sendet. Später soll das Bild auch in Seebüll im Museum der Nolde-Stiftung gezeigt werden.

## Kunstsammlung des NDR
Die Sonnenblumen sind Teil einer Sammlung von Werken norddeutscher Künstlerinnen und Künstler, die der NDR bzw. dessen Vorgängerinstitution NWDR aus Mitteln der Rundfunkbeiträge in den ersten Jahrzehnten seines Bestehens aufgebaut hat. Die Einnahmen des Senders überstiegen zunächst die Kosten und der NDR verstand es als seinen Auftrag, auch aktiv die Künste zu fördern. Angekauft wurden daher überwiegend Werke noch lebender Künstler. Zur Sammlung zählen Werke von Otto Modersohn, Paula Modersohn-Becker, Horst Janssen und Günter Grass.